# Euptychia borasta
Euptychia borasta är en fjärilsart som beskrevs av William Schaus 1902. Euptychia borasta ingår i släktet Euptychia och familjen praktfjärilar. Inga underarter finns listade i Catalogue of Life.